# 國立澎湖科技大學
國立澎湖科技大學，簡稱澎科大，為中華民國離島地區第一所科技大學，位於臺灣省澎湖縣馬公市市區。為全台灣第一所設有風車公園的大專院校，並成立國際中小型風機測試中心，與教育部等政府機構和許多業界合作測試風場。其太陽光電與風力發電量占全校用電約10%，目標為打造綠色學校。

## 校史

### 專科學校時期
1991年，成立國立高雄海洋專科學校澎湖分部，設水產養殖科，航運管理科。
1992年，增設航運管理科二專夜間部。
1993年，增設觀光事業科、水產養殖科二專夜間部，教學行政大樓正式啟用。
1994年，增設資訊管理科、電訊工程科。
1995年，正式獨立設校為國立澎湖海事管理專科學校。
1998年，增設資訊工程科，實驗大樓完工啟用。
1999年，觀光科廢止，設立休閒事業管理科、餐旅管理科、應用外語科。 

### 技術學院時期
2000年，改制為國立澎湖技術學院，圖書資訊大樓完工使用。設置休閒事業管理系、航運管理系。
2002年，增設水產養殖系、觀光系、運輸與物流管理系、電子工程系、食品科學系、電信工程系、資訊工程系。
2004年，增設海洋運動與管理系、休閒事業管理系及資訊管理系四技進修部。水產養殖科、航運管理科、休閒事業管理科二專夜間部停招。體育館暨學生活動中心完工啟用。

### 科技大學時期
2005年，改名為國立澎湖科技大學。增設服務業經營管理研究所、水產養殖科二專夜間部。水產養殖系二技進修部停招，電子工程系改名為電機工程系，運輸與物流管理系改名為行銷與物流管理系。
2006年，觀光系停招，並與休閒事業管理系合併改名為觀光休閒系，分設休閒組、觀光組。海洋運動與管理系改名海洋運動與遊憩系，增設海洋創意產業研究所，航運管理系二技進修部停招。
2007年，教學大樓落成啟用；增設觀光休閒事業管理研究所。
2008年，增設電資研究所、服務業經營管理研究所在職專班、食品科學研究所。 
2009年，增設資管產學攜手四技專班，觀光休閒系原以觀光、休閒各一組招生，變更為觀光休閒系二班招生不分組。 
2011年，海洋創意產業研究所改名為水產資源與養殖研究所。
2012年，增設觀光休閒事業管理研究所在職專班，海洋科技大樓完工啟用。
2013年，水產資源與養殖研究所、水產養殖系整併為水產養殖系暨水產資源與養殖碩士班。食品科學研究所、食品科學系整併為食品科學系碩士班。
2014年，夜間部水產養殖科二專停招。
2015年，服務業經營管理研究所與行銷與物流管理系整併為行銷與物流管理系暨服務業經營管理碩士班。觀光休閒事業管理研究所與觀光休閒系整併為觀光休閒系碩士班。電資研究所與電機工程系整併為電機工程系暨電資碩士班。
2016年，海洋運動與遊憩系更名海洋遊憩系。
2018年，招收日間部電機工程系五專。

## 歷任校長
| 姓名   | 任期          |
| ------ | ------------- |
| 林昇平 | 1995年─1999年 |
| 蕭錫錡 | 1999年─2002年 |
| 陳正男 | 2003年─2006年 |
| 林輝政 | 2006年─2009年 |
| 蕭泉源 | 2009年─2013年 |
| 王瑩瑋 | 2013年─2017年 |
| 翁進坪 | 2017年─2021年 |
| 黃有評 | 2021年─現任   |

## 學校象徵

### 校徽
於民國八十四年委託美術老師藍鈴根老師所設計，以圓形及英文字NPIT構成。
- 本校校徽外形是以圓形及英文字NPIT結合構成。內圍海豚圖形象徵本校自由、活潑的學術風氣，充滿生命力與活力的氣息，以及探索求知、追求智慧提昇之無窮潛能；而藍色代表理性、沉穩、堅定，意喻培養學生成熟穩健的人格、思想以及堅毅強韌的意志。
- 中間白色部份代表海浪，期勉學生涵養開闊的胸襟、恢宏的視野並悠游於浩瀚學海；而白色代表純潔、明亮、平等，象徵學生光明潔白的心地、光輝燦爛的前途及老師有教無類的教導。
- 外圍天人菊花瓣圖形，象徵本校欣欣向榮的朝氣、團結互助的向心力及傳承延續的精神；而綠色代表和平、成長、希望，象徵本校和諧共融、追求卓越進步、發揮理想抱負之使命。[3]

### 校訓
新【觀念新穎，精益求精】
實【做事篤實，敬業樂群】
謙【為人謙恭，溫和有禮】
愛【處世仁愛，互信互諒】

## 校園設施
目前澎科大包含行政教學大樓、圖資大樓、實驗大樓、教學大樓、海洋科技大樓、食品加工實習場、體育館暨學生活動中心及宿舍。
- 小丑魚吉祥物：2018年設置之吉祥物雕像，由藝術家吳飛達先生創作。
- 行政教學大樓：主要由行政單位使用，另有演講廳、羽球場及增設之學生宿舍。
- 圖資大樓：包含國際會議廳、電算中心、電腦教室、圖書館以及藝文中心。藝文中心定時舉行藝術展覽，並建立各項澎湖當地藝術之資料庫。
- 實驗大樓：主要供海洋工程學院使用，一樓設有餐旅管理系之實習餐廳「詠風館」。
- 教學大樓：主要由觀光休閒學院與人文管理學院使用，一樓廣場設有學生餐廳。
- 海洋科技大樓：主要由食品科學系、水產養殖系使用。
- 食品加工實習場：主要由食品科學系使用。
- 體育館暨學生活動中心：設有健身房、球場與社團教室。澎湖地區時有活動使用體育館舉行
- 宿舍：包含學生宿舍「碧海、藍天、采風」三棟，以及教師宿舍。采風樓與碧海樓於1997年完工使用。

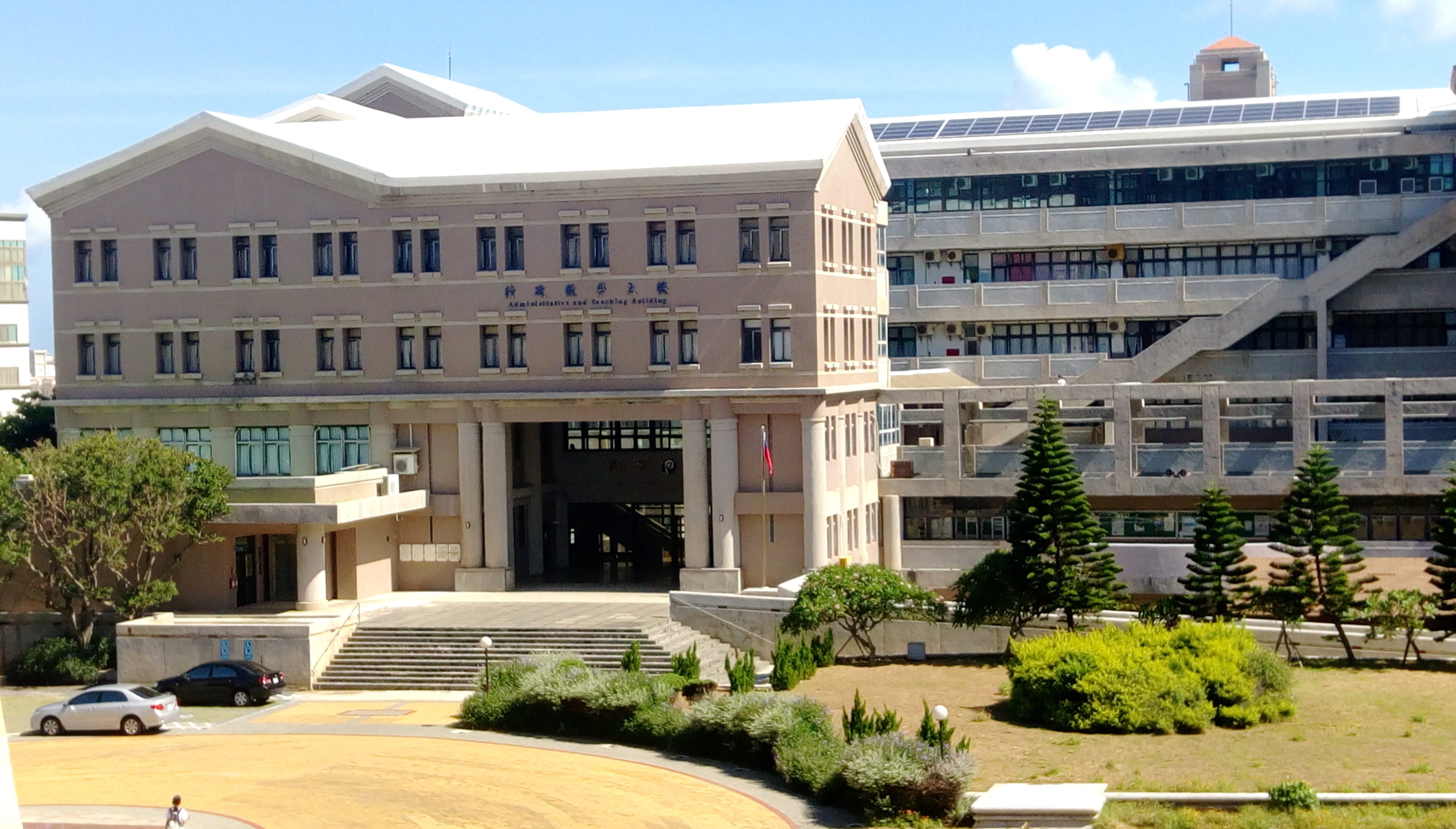
行政教學大樓
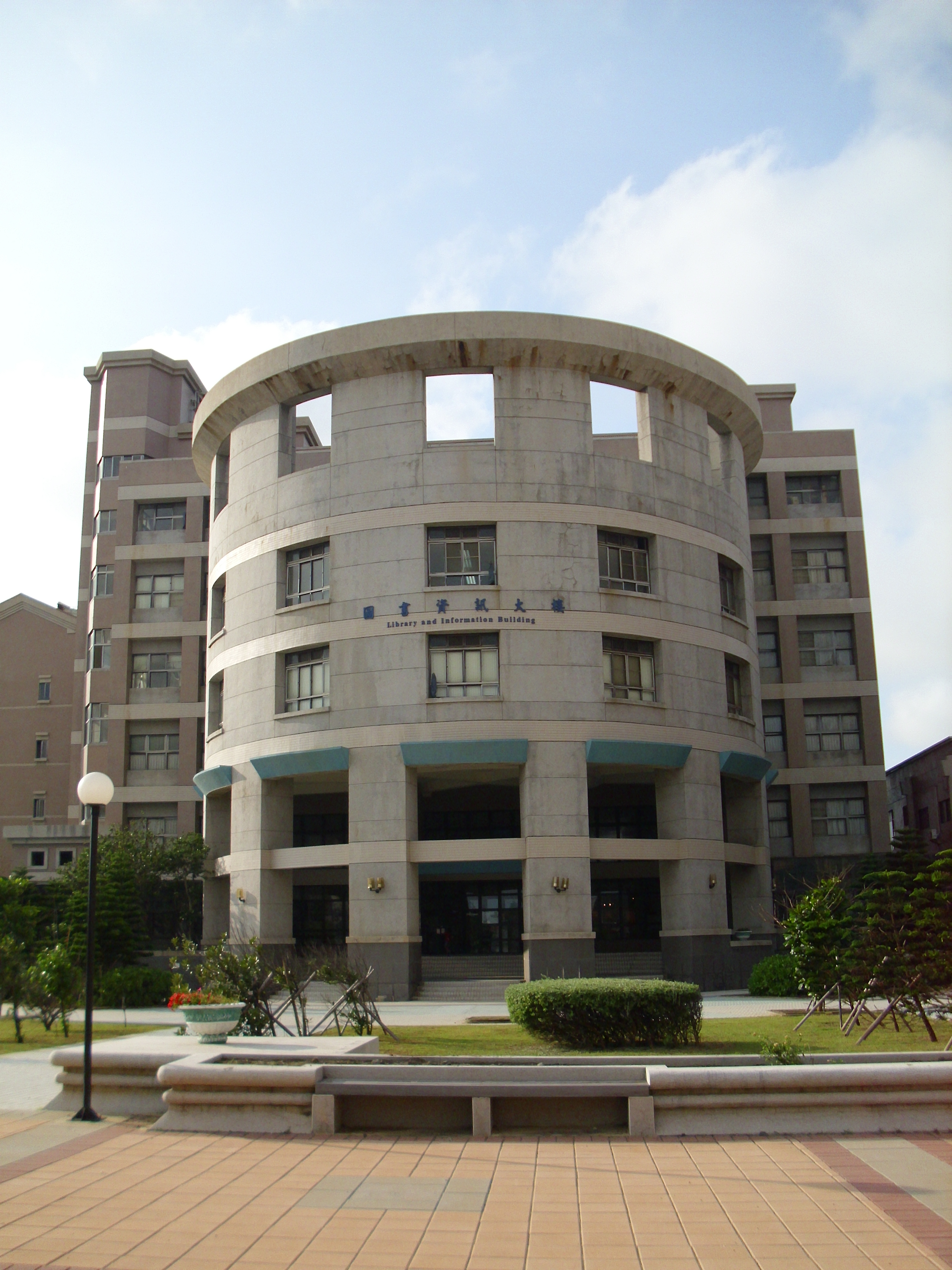
圖書資訊大樓，於2000年完工使用。
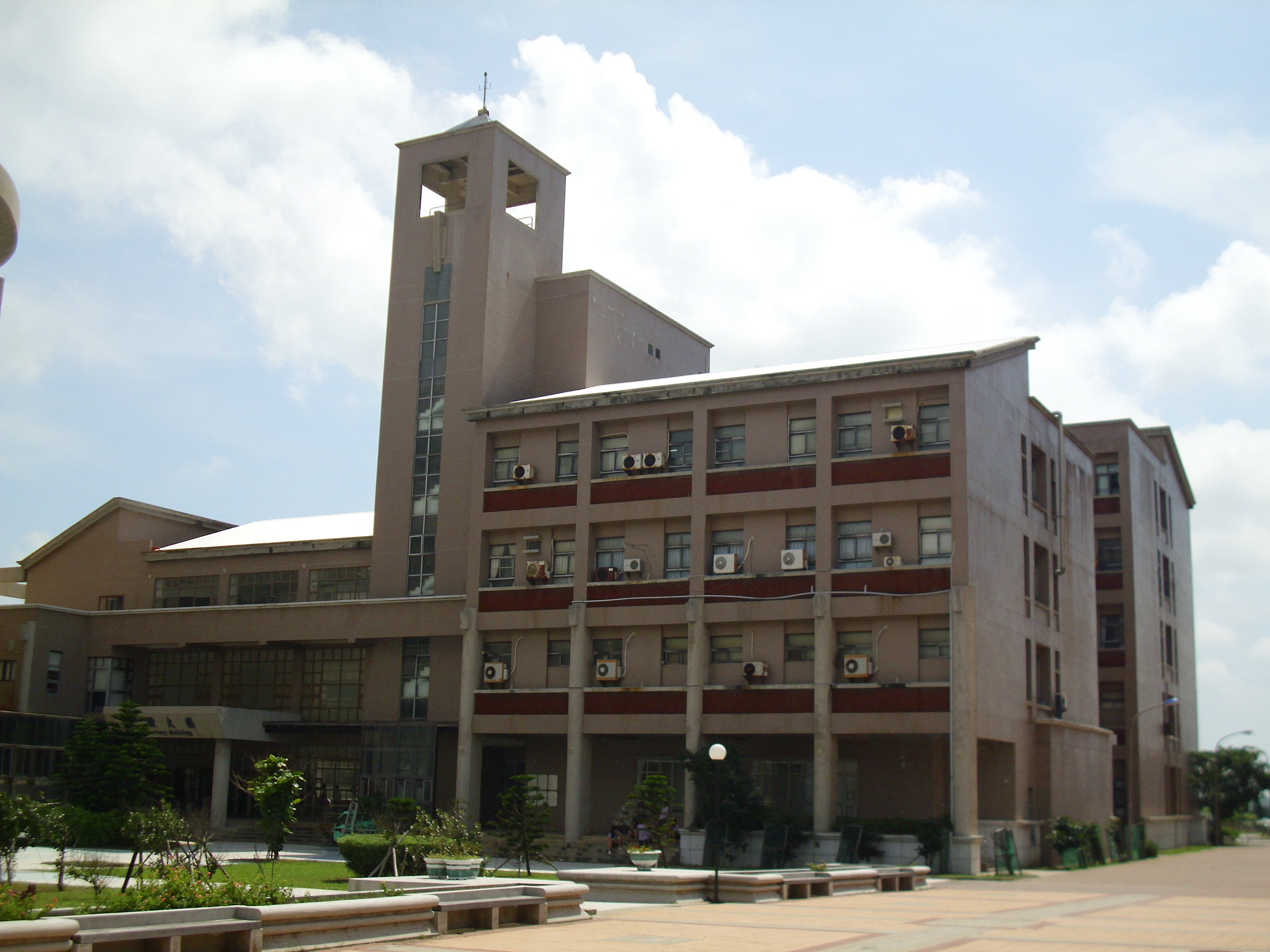
實驗大樓，於1998年完工啟用。
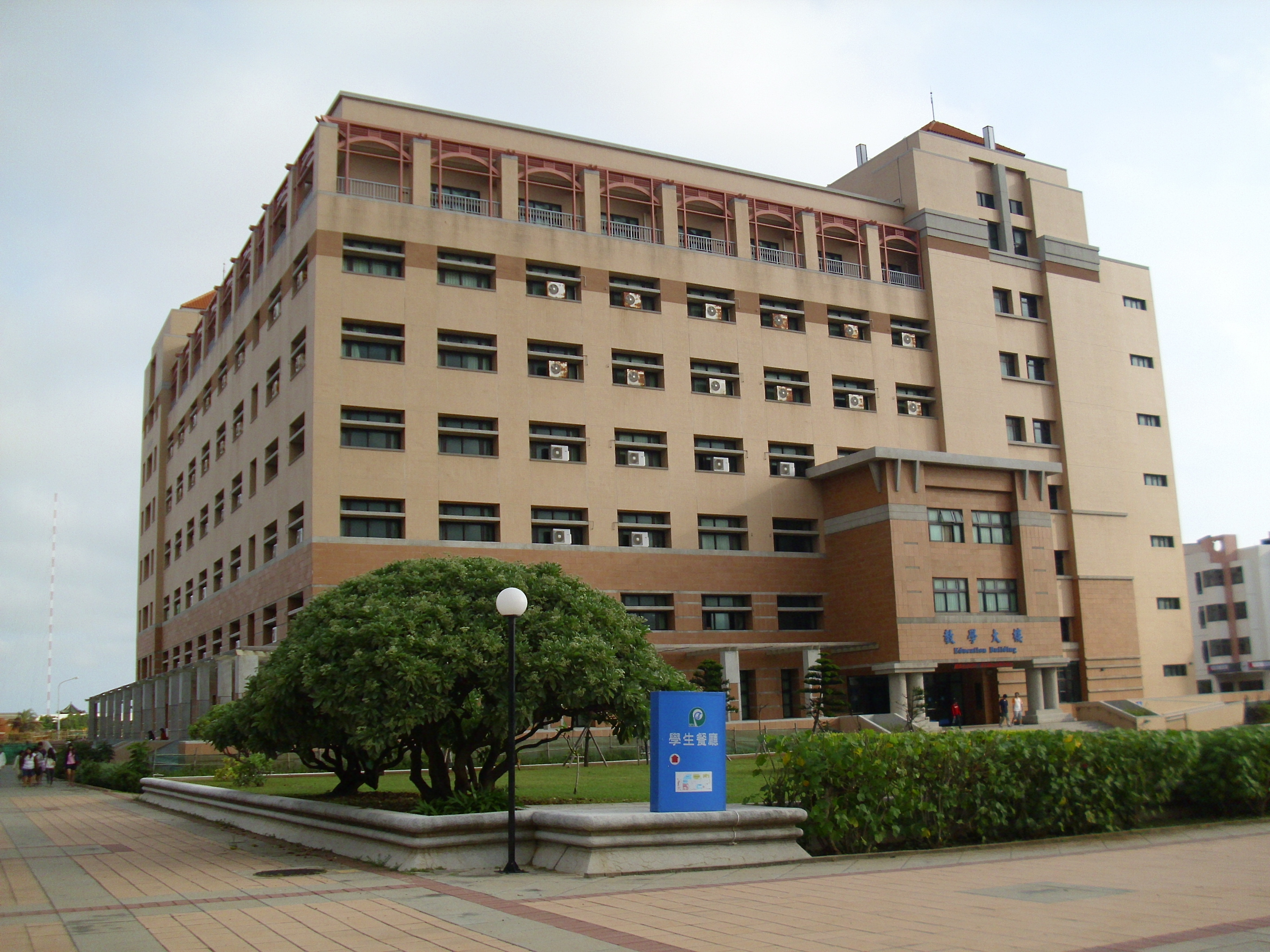
教學大樓，於2007年落成啟用。
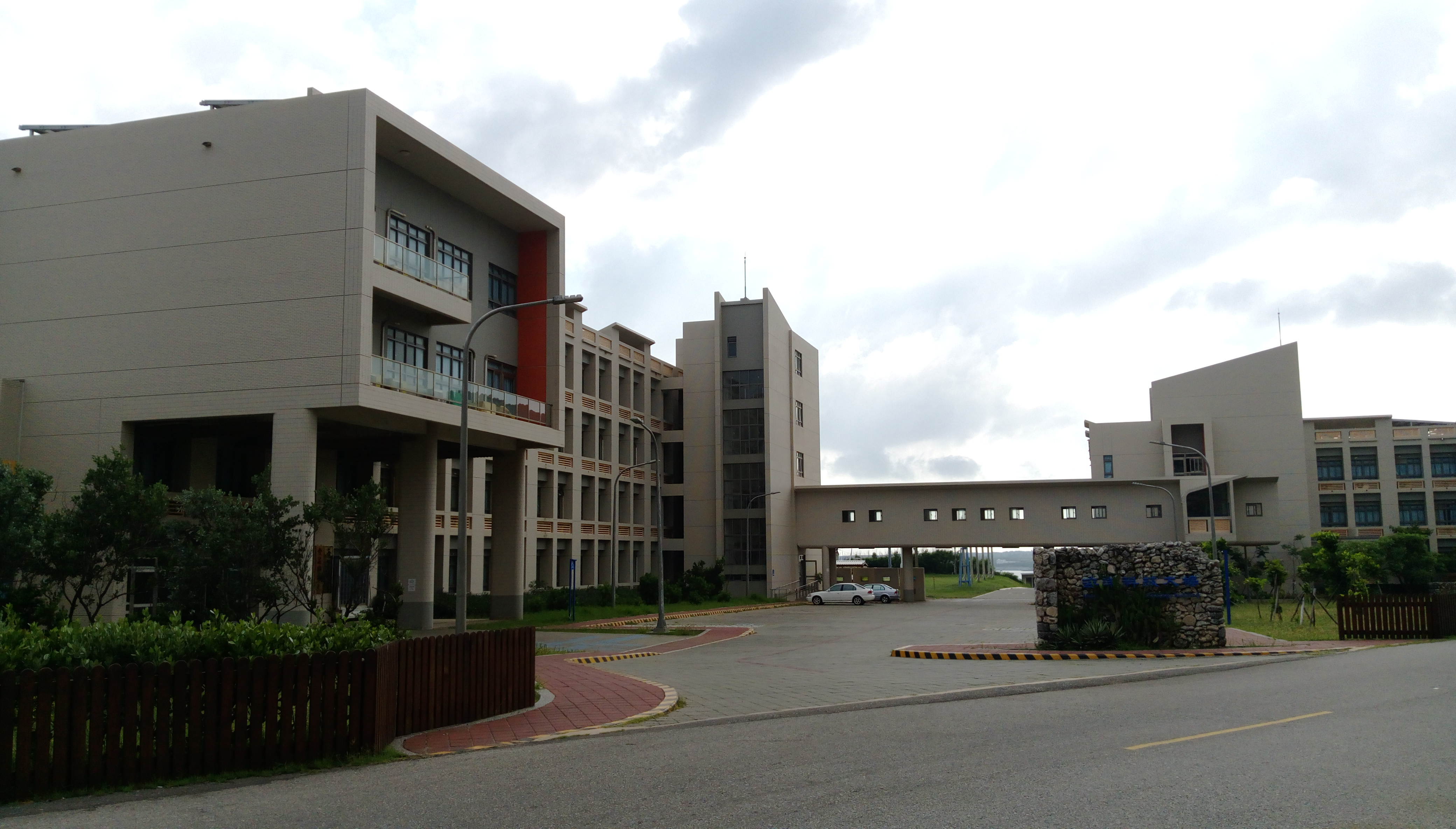
海洋科技大樓，於2012年完工啟用。
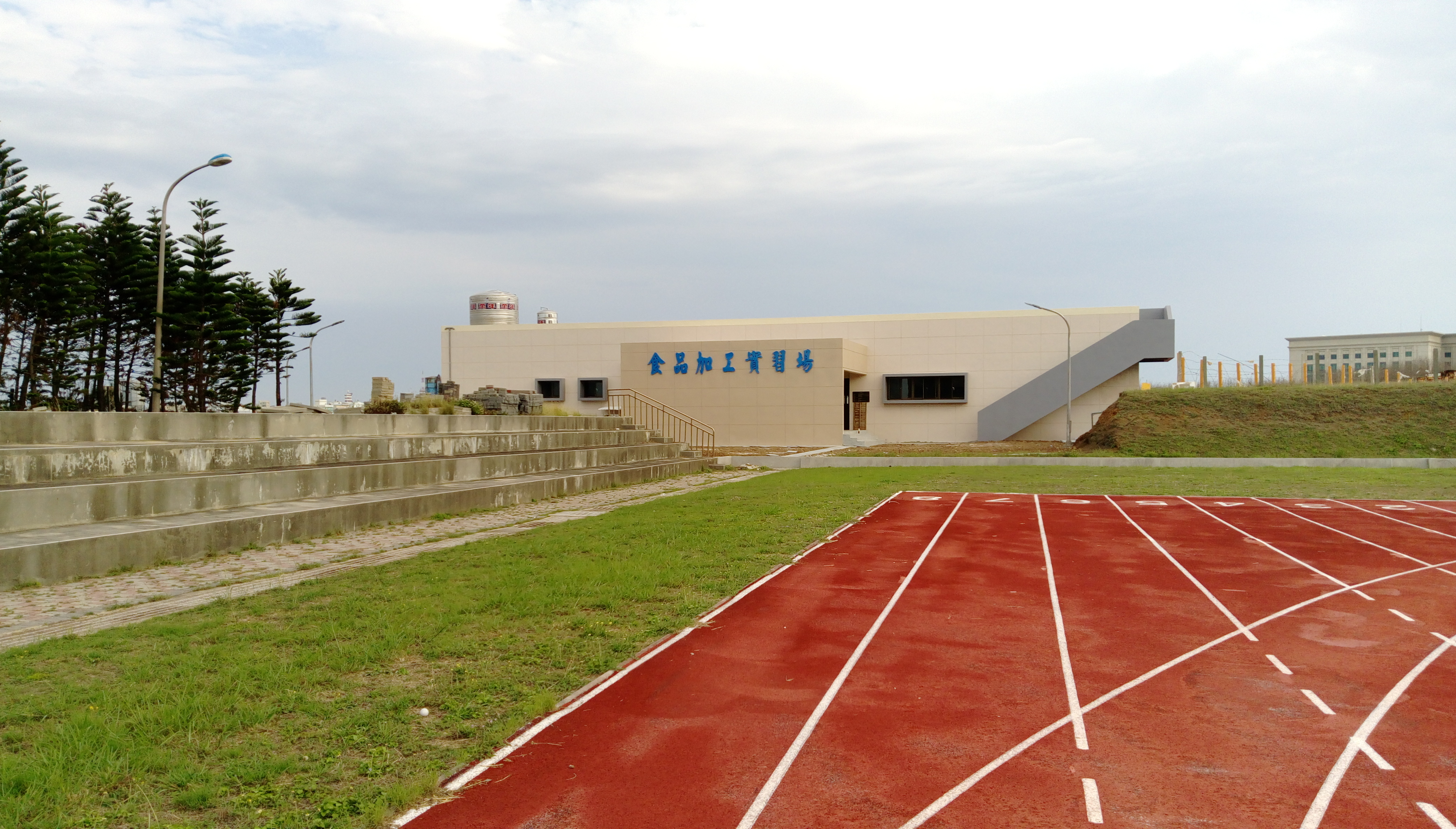
食品加工實習場，2017年完工啟用。
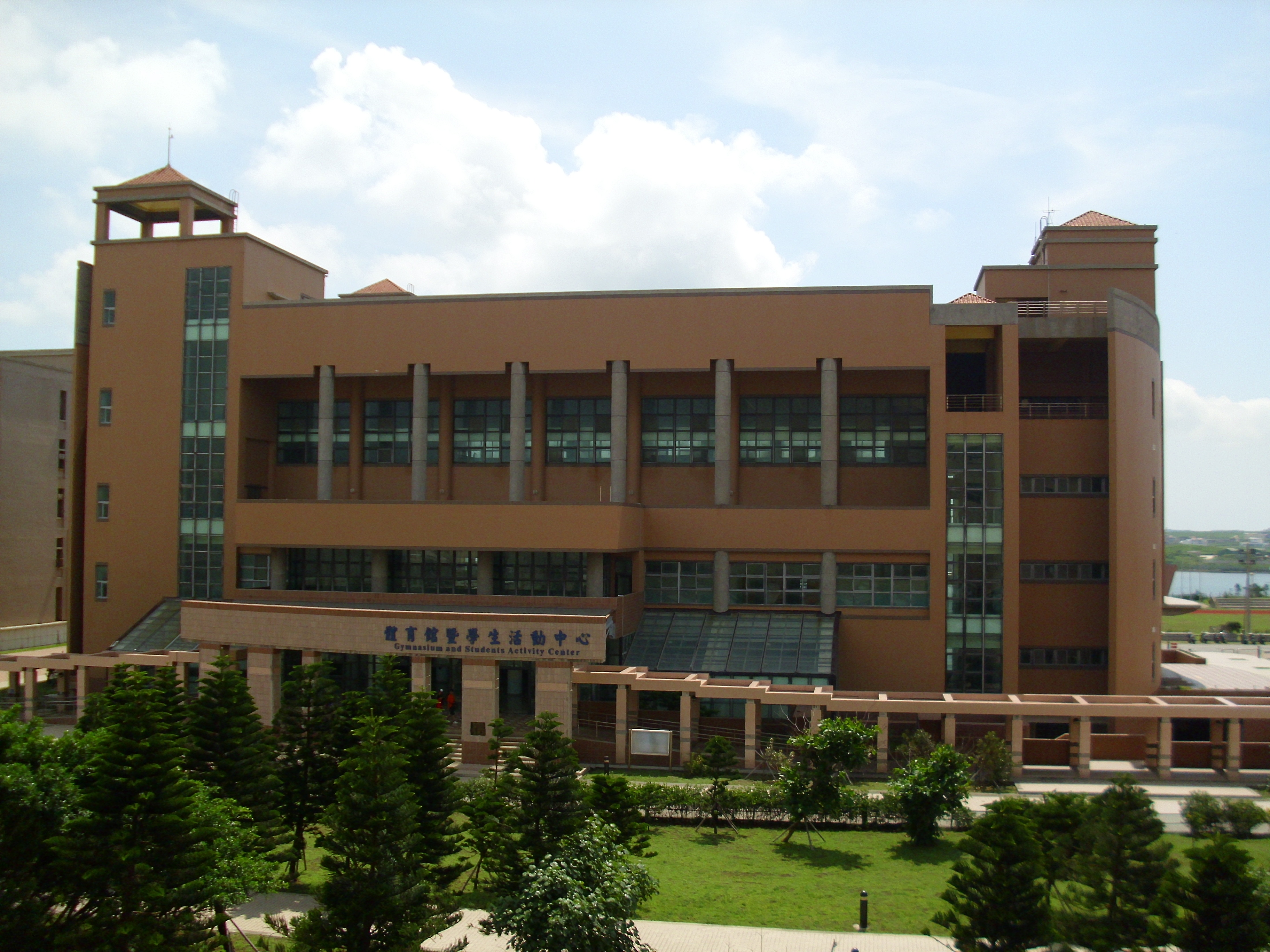
體育館暨學生活動中心，於2004年完工啟用。
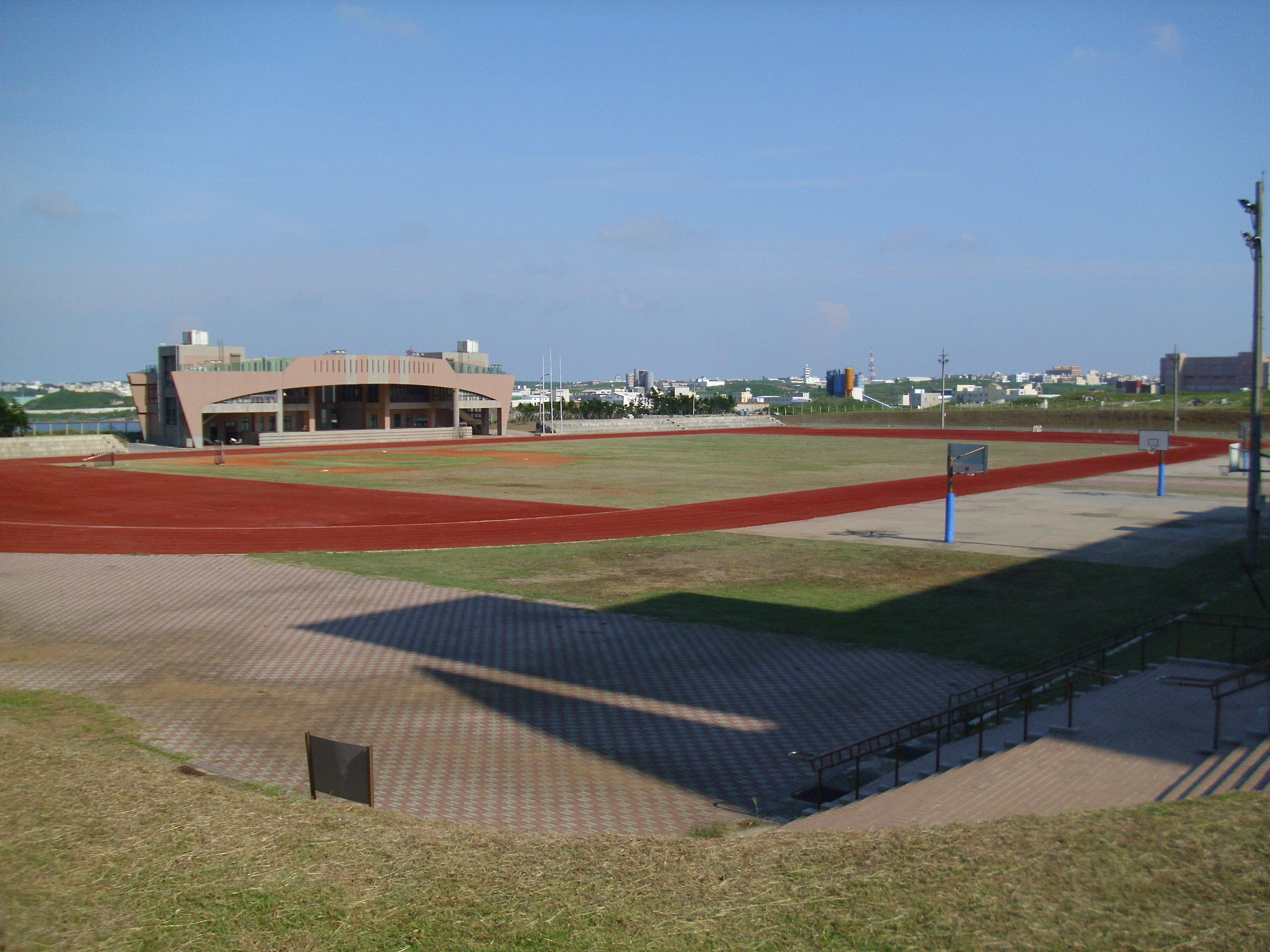
體育場。
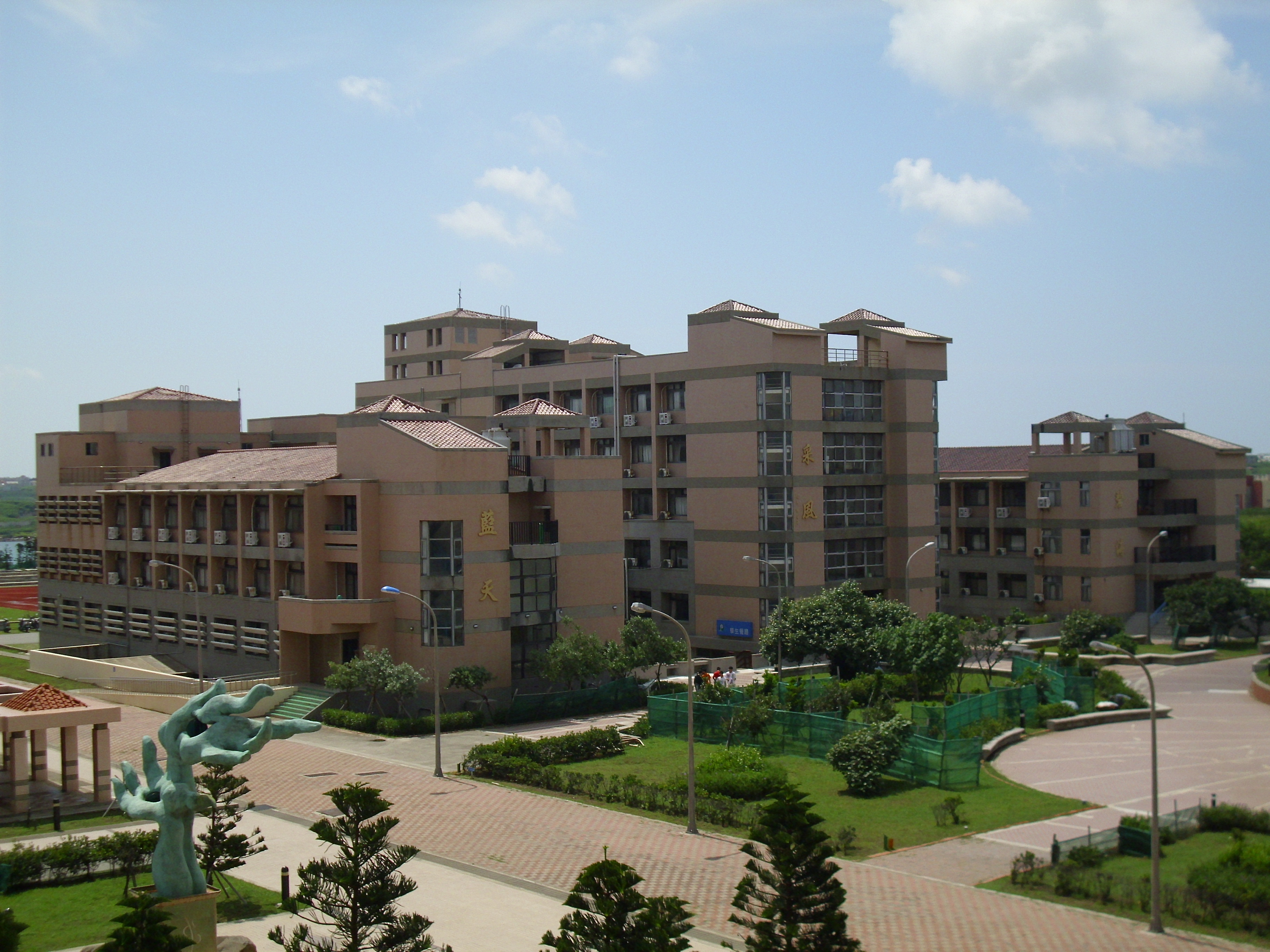
學生宿舍，由左自右為藍天、采風、碧海。
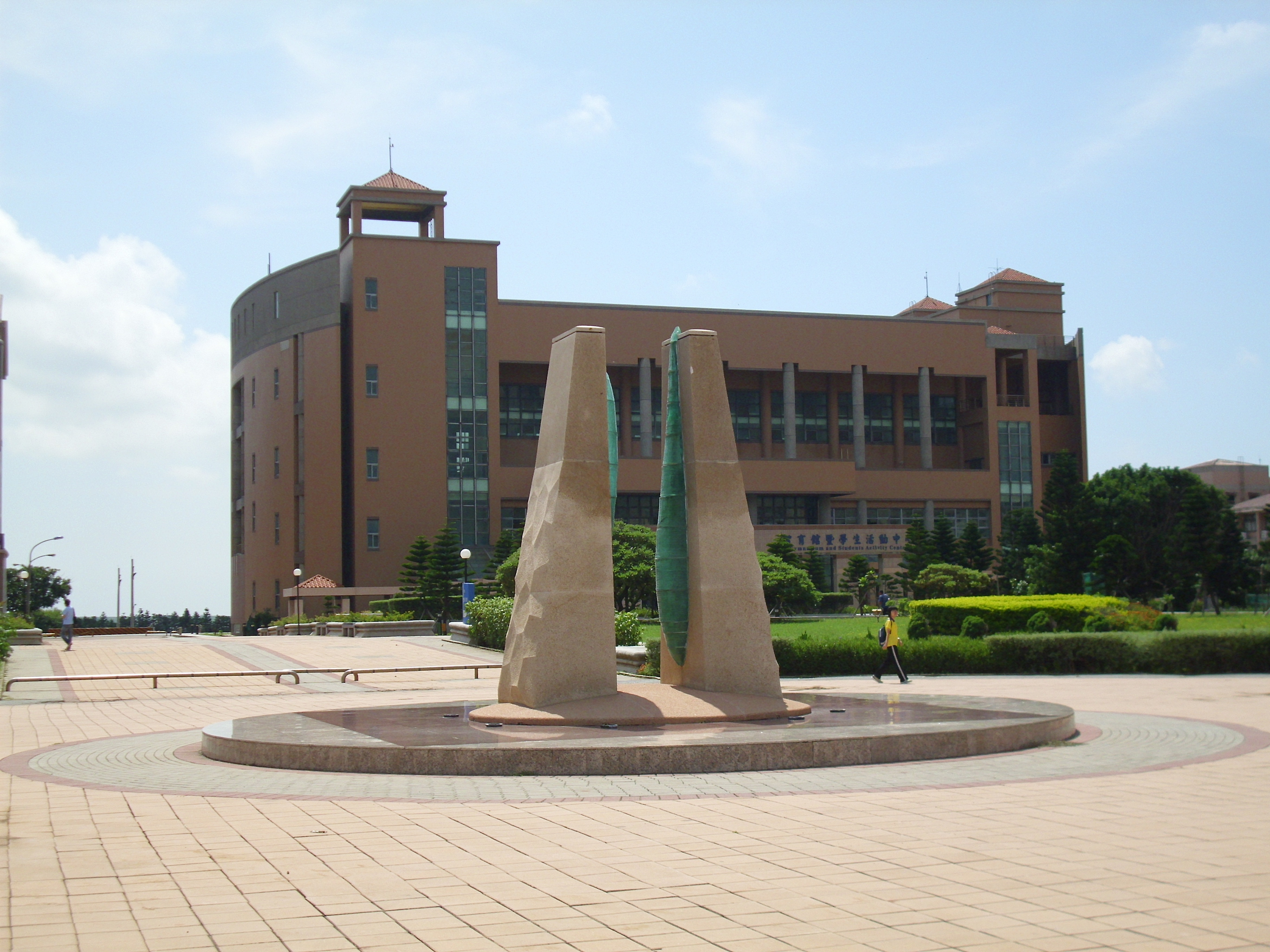
地標
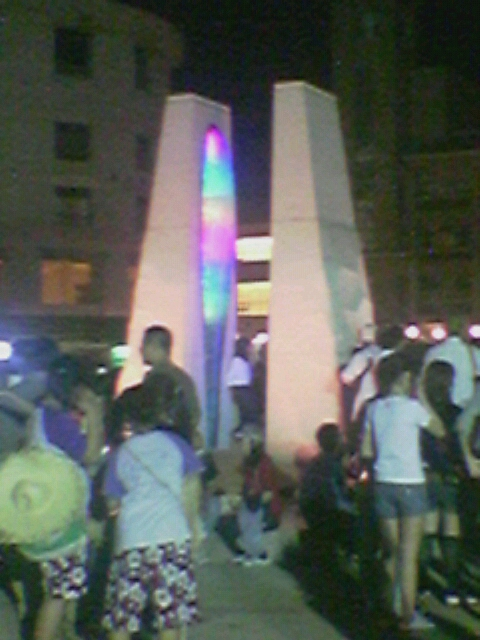
校區內的景觀地標

## 組織

### 教學單位
| 海洋資源暨工程學院 | 食品科學系暨碩士班     | 水產養殖系暨水產資源與養殖碩士班 |
| 海洋資源暨工程學院 | 資訊工程系             | 電信工程系                       |
| 海洋資源暨工程學院 | 電機工程系暨電資碩士班 |                                  |

| 人文暨管理學院 | 航運管理系                         | 資訊管理系 |
| 人文暨管理學院 | 行銷與物流管理系暨服務業管理碩士班 | 應用外語系 |
| 人文暨管理學院 | 通識教育中心                       |            |

| 觀光休閒學院 | 觀光休閒系暨碩士班 | 餐旅管理系 |
| 觀光休閒學院 | 海洋遊憩系         |            |

### 研究中心
| 研究中心 | 珍珠產業研究推廣中心 | 製商整合學程中心         |
| 研究中心 | 健康營造研究中心     | 海洋漁業研究中心         |
| 研究中心 | 澎湖地方社會研究中心 | 數位島嶼研究中心         |
| 研究中心 | 澎湖資源應用研究中心 | 箱網養殖產業技術研發中心 |

## 榮譽

### 學校聲望與社會評價
自2015年至2020年，根據1111人力銀行的「2015企業最愛大學」調查顯示，澎科大在企業最愛的排名中，於宜花東與離島地區皆為排行榜第一。

### 國際交流
澎科大跟國内外大學有良好的交流，並有交換學生之合作。目前交換學生的學校包含中國集美大學、印尼爪哇大學等。

### 校外運動競賽
澎科大最著名運動項目為風浪板，該項目產出許多台灣奧運國手，國際表現相當亮眼。

## 友好學校
| | |
| - 中华人民共和国 - 深圳職業技術學院 - 集美大學 - 黎明職業大學 - 泉州經貿職業技術學院 - 泉州职业技术大学 - 浙江海洋大学 - 北京交通大學 - 上海海洋大學 - 漳州職業技術學院 - 马来西亚 - 韓江學院 - 越南 - 孫德盛大學 - 芹苴大學 - 泰國 - 國王大學 | - 俄羅斯 - 基洛夫人文管理大學 - - 貝里斯大學 - 美国 - 匹茲堡州立大學 - 马绍尔群岛 - 馬紹爾群島學院 |

### 中華民國國內學校策略聯盟
| - 北北基區 - 國立台灣海洋大學 - 桃竹苗區 - 國立體育大學 - 國立聯合大學 - 新生醫護管理專科學校 - 中彰投區 - 國立勤益科技大學 - 國立台灣體育運動大學 - 國立中興大學 - 雲嘉南區 - 南台科技大學 | - 高屏區 - 國立高雄科技大學 - 國立高雄餐旅大學 - 中華民國海軍軍官學校 - 國立屏東科技大學 - 國立屏東大學 - 澎金馬區 - 國立金門大學 |

| - 桃竹苗區 - 國立大湖高級農工職業學校 - 雲嘉南區 - 國立西螺高級農工職業學校 - 國立東石高級中學 - 臺南市私立育德工業家事職業學校 - 國立曾文高級家事商業職業學校 - 國立曾文高級農工職業學校 - 國立善化高級中學 - 國立玉井高級工商職業學校 | - 高屏區 - 國立東港高級海事水產職業學校 - 澎金馬區 - 國立澎湖高級海事水產職業學校 - 國立馬公高級中學 |

## 外部連結
- 國立澎湖科技大學（页面存档备份，存于）